# 30 días juntos
30 días juntos es una miniserie argentina de la cadena Cosmopolitan TV Latinoamérica La ficción se grabó durante mayo de 2012 y se estrenó el 19 de septiembre de 2012. Está protagonizada por China Suárez, Nicolás Pauls y Valentín Villafañe, acompañados de las actrices Inés Palombo, Justina Bustos y Mariana Balsa.

## Trama
Elena (China Suárez) planeaba un viaje con su novio Lucas (Valentín Villafañe), pero los planes cambian cuando ella debe retirarse un yeso de su pierna derecha ya recuperada de una rotura. A raíz de esto, Leni debe realizar un tratamiento de rehabilitación con Julián (Nicolás Pauls), su kinesiólogo. Dicho tratamiento obliga a Leni a quedarse en el país y dejar que su novio viaje solo.

## Elenco

### Protagonistas
- China Suárez es Elena "Leni" Correa.
- Nicolás Pauls es Julián.
- Valentín Villafañe es Lucas.

### Elenco de reparto
- Inés Palombo es María Julia.
- Justina Bustos es Soledad.
- Mariana Balsa es Carolina.